# Aydınlar (Yayladere)
Aydınlar (kurdisch: Çûx oder Çuğ) ist ein Dorf im Landkreis Yayladere der türkischen Provinz Bingöl. Aydınlar liegt etwa 8 km südlich der Kreishauptstadt Yayladere. Das Dorf liegt nahe der Provinzgrenze zu Tunceli auf 1.640 m über dem Meeresspiegel, unweit der Özlüce-Talsperre. Zum Dorf gehören verwaltungstechnisch 11 Weiler (mezra).
Der frühere Ortsname lautete Çuğ und leitet sich vom kurdischen Wort für Dreschen ab.
1980 wurde die Mittelschule des Dorfes geschlossen, später auch die Grundschule. Aufgrund der Kämpfe mit der Arbeiterpartei Kurdistans wanderten die Bewohner ab und wurde das Dorf bis auf wenige Häuser aufgegeben. 1998 kamen einige der ehemaligen Dorfbewohner zurück und setzten die verfallenen Gebäude in Stand.  2008 kehrten weitere Bewohner zurück.